# ブラジルから来た少年 (映画)
『ブラジルから来た少年』（ブラジルからきたしょうねん、The Boys from Brazil）は、1978年のイギリス・アメリカ合衆国のSFスリラー映画。フランクリン・J・シャフナーが監督を務め、グレゴリー・ペック、ローレンス・オリヴィエが出演している。アイラ・レヴィンの同名小説の映画化作品であり、第51回アカデミー賞では3部門にノミネートされた。

## ストーリー
ナチ・ハンターの青年コーラーは、パラグアイで開催された旧ナチス党員の会合に潜入し、そこでアウシュヴィッツ収容所の主任医師だったヨーゼフ・メンゲレを目撃する。コーラーはウィーンにいる古参ナチ・ハンターのリーベルマンに情報を伝えるが、リーベルマンは情報を疑い取り合おうとしなかった。会合の様子を録音したコーラーは再びリーベルマンに電話を掛けるが、党員たちに発見され殺害される。メンゲレは9か国に点在する94人の公務員を殺害する計画を党員たちに告げ、西ドイツの郵便局長を手始めに標的を次々に殺害していく。
リーベルマンはコーラーの情報を元に調査を進め、犠牲者の未亡人の元を訪れ、そこで黒髪青眼の子供と出会う。少年は全員同じ特徴を有し、容姿だけではなく声までも同一だった。調査を進めるリーベルマンは、殺害された公務員は全員65歳前後で息子に対して冷淡・暴力的な態度を取っていた一方、母親は42歳前後で息子を溺愛していたことが判明する。彼は養子斡旋会社に勤務する元ナチスのフリーダ・マロニーから、少年たちが特定の条件の家庭（夫が1910年から14年の生まれで、妻が1933年から37年生まれの夫婦）に養子に出されていたことを突き止める。さらに生物学研究所のブルックナー教授の元を訪れたリーベルマンは、そこでメンゲレの計画の全容に気付く。メンゲレはアドルフ・ヒトラーのクローンを生み出すため、ヒトラーのDNAから生み出された少年を北欧系の家庭に養子に出し、ヒトラーと同じ家庭環境下に置いてクローンを育成しようとしていた。彼が養父たちを殺害していたのは、息子に対して暴力的だったヒトラーの父アロイス・ヒトラーが65歳で死んだことを再現するためだった。
リーベルマンが調査を進めていることを知ったナチス上層部は計画の中止を通達するが、メンゲレは通達を無視して計画を続行する。上層部から派遣されたセイベルト大佐はメンゲレの施設を破壊して証拠を隠滅するが、すでにメンゲレは逃亡していた。メンゲレはペンシルベニア州ランカスター・ニュープロビデンスで暮らすクローンの一人ボビー・ウィーロックの自宅に向かう。彼はボビーの父ヘンリーを殺害し、ヘンリーのフリをしてリーベルマンの到着を待ち構える。リーベルマンはウィーロック宅に到着してヘンリーに面会しようとするが、ヘンリーに扮していたメンゲレに銃撃される。重傷を負ったリーベルマンは別室にいたドーベルマンを解放し、メンゲレはドーベルマンに襲われ重傷を負う。そこにボビーが帰宅し、血塗れの2人を見て趣味の写真を撮り事情を調べる。リーベルマンはメンゲレが父親を殺したと告げ、ボビーは別室に向かいヘンリーの死体を確認し、ドーベルマンにメンゲレを殺すように指示する。メンゲレを殺した後、ボビーは「警察に事件を口外しない」という条件でリーベルマンを助けた。
病院で療養しているリーベルマンの元をアメリカのナチ・ハンターのベネットが訪れる。彼はリーベルマンに対し、メンゲレの計画を公表するように勧め、クローンを殺すためにメンゲレの死体から回収したクローンの名簿を渡すように要求する。しかし、リーベルマンはクローンたちが罪のない少年であることを理由に引き渡しを拒否し、名簿を燃やしてしまう。そのころ、ボビーは自宅の暗室で写真を現像し、「いい出来だ」と言いながらメンゲレの死体を見つめていた。

## キャスト
※括弧内は日本語吹替（1984年3月3日『ゴールデン洋画劇場』版 『ブラジルから来た少年　製作40周年記念版BD』に収録　正味約102分）
- ヨーゼフ・メンゲレ - グレゴリー・ペック（城達也）
- エズラ（小説ではヤコフ）・リーベルマン - ローレンス・オリヴィエ（西村晃）
- エドゥアルド・セイベルト大佐 - ジェームズ・メイソン（宮内幸平）
- エスター・リーベルマン - リリー・パルマー
- イスマイル - ラウル・ファウスティノ・サルダーニャ
- フリーダ・マロニー - ユタ・ヘーゲン（英語版）
- バリー・コーラー - スティーヴ・グッテンバーグ（塩屋翼）
- シドニー・ベイノン - デンホルム・エリオット
- ドーリング夫人 - ローズマリー・ハリス
- ヘンリー・ウィーロック - ジョン・デナー（英語版）
- デヴィッド・ベネット - ジョン・ルービンスタイン
- カリー夫人 - アン・メイラ
- ジャック・カリー、シモン・ハリントン、エリック・ドーリング、ボビー・ウィーロック - ジェレミー・ブラック（菊池英博）
- ブルックナー教授 - ブルーノ・ガンツ（岡部政明）
- ゲアハルト・ムント大尉 - ウォルター・ゴテル（加藤精三）
- シュトラッサー - デヴィッド・ハースト（英語版）
- ロフキスト - ヴォルフガング・プライス
- ハリントン - マイケル・ガフ（阪脩）
- ファスラー - ヨアヒム・ハンセン
- フリードリヒ・ヘッセン - スカイ・デュ・モント（英語版）
- ルートヴィヒ・トラウシュタイナー少佐 - カール・ダーリング（英語版）
- ナンシー - リンダ・ハイデン（英語版）
- ギュンター - ゲオルク・マリシュカ（英語版）
- ファルンバッハ - ギュンター・マイスナー
- ハリントン夫人 - プルネラ・スケイルズ（英語版）
- オットー・シュワイマー - ヴォルフ・カーラー

## 製作

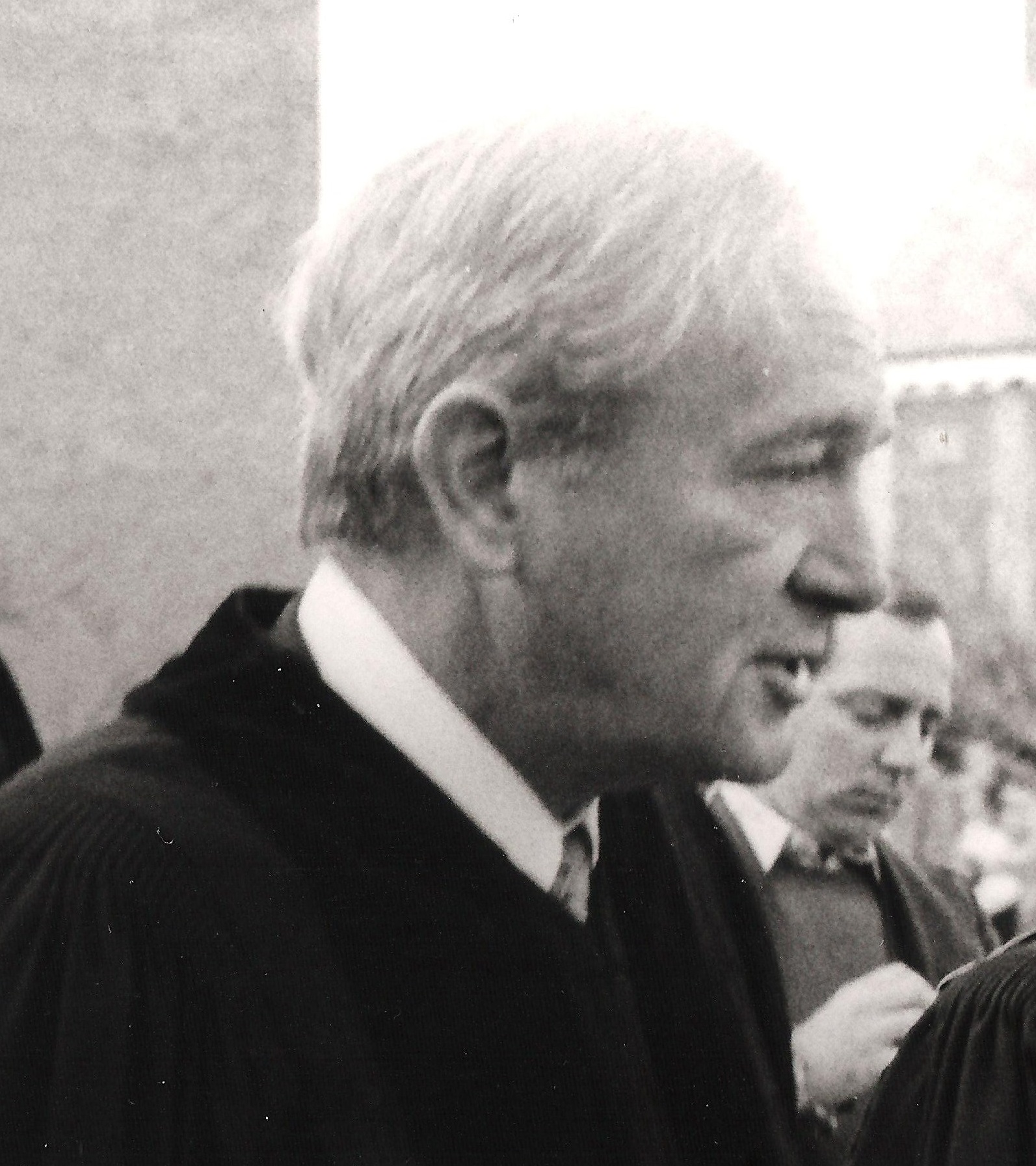
フランクリン・J・シャフナー

原作の『ブラジルから来た少年』は1976年に出版され、ベストセラーとなった。同年8月に映画製作者ロバート・フライアー、マーティン・リチャーズ、メアリー・リー・ジョンソン、ジェームズ・クレッソンが映画化の権利を取得し、ルー・グレードと共同で映画を製作することが発表された。フライアーは同時期に『さすらいの航海』の製作にも参加していた。リチャーズによると、企画当初はロバート・マリガンを監督に起用する予定だった。フライアーは映画について「主題はナチスではない」と述べており、主題は「クローン製造、つまり従来の事実を論理的に拡張したものです。そして、2人の男が互いに抱く憎悪の心についてです」と語っている。
1977年5月にローレンス・オリヴィエが出演することが発表され、この時点でフランクリン・J・シャフナーが監督に決まっていた。同年7月にはグレゴリー・ペックの出演が発表された。この時期オリヴィエは病気を患っており、自分の死後の妻子の生活を保障するために高額な出演料を得られる映画に積極的に出演していた。一方、ペックは「ローレンス・オリヴィエと共演したい」という理由のみで、悪役であるヨーゼフ・メンゲレ役を演じることに同意した。ジェームズ・メイソンは元々メンゲレ役またはリーベルマン役に興味を示していた。リリー・パルマーはオリヴィエと関わる小さな役柄で出演している。ヒトラーのクローン役に起用されたジェレミー・ブラックは役作りのため、ニューヨークにある20世紀フォックスのスピーチ・スタジオで英語とドイツ語のアクセントを学んだ。
映画の舞台は大半が南米だが、フライアーは南米での撮影が「論理的に不可能」だったため、ポルトガルのリスボンで撮影を行った。1977年10月からポルトガルで撮影が開始され、イギリスとアメリカ合衆国で追加撮影も行われている。主な撮影地はリスボンの他にロンドン、ウィーン、ケルンブライン・ダム、ランカスターである。メンゲレとリーベルマンの口論シーンは、オリヴィエの健康状態が悪化していたため、撮影に3日から4日の日数を要した。ルー・グレードは映画の結末が残酷過ぎると感じて不満を抱いていた。彼は結末について抗議したが、監督のシャフナーから意見を却下されている。

## 評価

### 批評
Rotten Tomatoesでは32件の批評が寄せられ支持率69%、平均評価6.3/10となっている。Metacriticでは7件の批評に基づき40/100の評価となっている。バラエティ誌は、「グレゴリー・ペックとローレンス・オリヴィエ卿という2人の素晴らしい敵役を揃えた『ブラジルから来た少年』は、2時間近い時間の大半にわたり心を鷲掴みにするサスペンス満載のドラマを提供します」と批評している。シカゴ・トリビューンのジーン・シスケルは1.5/4の星を与え、映画は「時代遅れの最悪の映画製作」であり、「想像できる限り最も偽りのある物語の一つ」と批評している。ロサンゼルス・タイムズのチャールズ・チャンプリンは、「まるで安っぽい三文小説だ。豪華に作られたものの、それは土曜日のシリアルのような薄さだった。『ブラジルから来た少年』の腹立ちの要因の一つは、前提となる生物学的可能性を認めたとしても、ヘイウッド・グールドの脚本は提起された興味深い問題に全く向き合っていない点である」と批評している。ワシントン・ポストのゲイリー・アーノルドは「積み重ねられたサスペンス、探偵のような役割、疑似科学的な思索、歴史的な願望の実現といった粋な大衆娯楽の結合」と批評している。

### ノミネート
| 映画賞                       | 部門                                       | 対象                                     | 結果       | 出典   |
| ---------------------------- | ------------------------------------------ | ---------------------------------------- | ---------- | ------ |
| 第51回アカデミー賞           | 主演男優賞                                 | ローレンス・オリヴィエ                   | ノミネート |        |
| 第51回アカデミー賞           | 編集賞                                     | ロバート・スウィンク                     | ノミネート |        |
| 第51回アカデミー賞           | 作曲賞                                     | ジェリー・ゴールドスミス                 | ノミネート |        |
| ゴールデングローブ賞         | 映画部門 主演男優賞 (ドラマ部門)           | グレゴリー・ペック                       | ノミネート | [ 27 ] |
| サターン賞                   | SF映画賞                                   | ブラジルから来た少年                     | ノミネート |        |
| サターン賞                   | 主演男優賞                                 | ローレンス・オリヴィエ                   | ノミネート |        |
| サターン賞                   | 監督賞                                     | フランクリン・J・シャフナー              | ノミネート |        |
| サターン賞                   | 音楽賞                                     | ジェリー・ゴールドスミス                 | ノミネート |        |
| サターン賞                   | 助演女優賞                                 | ユタ・ヘーゲン                           | ノミネート |        |
| サターン賞                   | 脚本賞                                     | ヘイウッド・グールド                     | ノミネート |        |
| AFIアメリカ映画100年シリーズ | スリルを感じる映画ベスト100                | ブラジルから来た少年                     | ノミネート | [ 28 ] |
| AFIアメリカ映画100年シリーズ | アメリカ映画100年のヒーローと悪役ベスト100 | ヨーゼフ・メンゲレ（グレゴリー・ペック） | ノミネート | [ 29 ] |